# Анатолиј Соловјов
Анатолиј Јаковљевич Соловјов (рус. Анатолий Яковлевич Соловьёв) је пензионисани совјетски космонаут и пуковник совјетског ваздухопловства. Он држи светски рекорд по броју шетњи у свемиру (16) и укупном времену проведеном шетајући изван летелице (преко 82 сата).